# Polonne
Polonne (ukrajinsky Полонне; rusky Полонное – Polonnoje) je město v Chmelnycké oblasti na Ukrajině. Leží na řece Chomoře ve vzdálenosti 86 kilometrů na sever od Chmelnyckého, správního střediska celé oblasti. V roce 2011 v něm žilo bezmála dvaadvacet tisíc obyvatel.

## Dějiny
První zmínka je z roku 996. V 16. století se stalo městem ve smyslu Magdeburského práva. Od roku 1795 bylo součástí ruské Volyňské gubernie.